# Barbatula dgebuadzei
Barbatula dgebuadzei és una espècie de peix de la família dels balitòrids i de l'ordre dels cipriniformes.

## Morfologia
- Fa 14,1 cm de llargària màxima.
- 3-4 espines i 7 radis tous a l'aleta dorsal, i 2-3 espines i 5-6 radis tous a l'anal.
- Nombre de vèrtebres: 43-45.
- Té com una mena de petits (menors que el diàmetre de la pupil·la) tubercles epidèrmics al cap i el cos.
- Els lòbuls laterals del llavi inferior són llargs.
- L'origen de les aletes pèlviques es troba una mica per davant de l'origen de l'aleta dorsal.[2][5]

## Hàbitat i distribució geogràfica
És un peix d'aigua dolça, demersal i de clima temperat, el qual viu a Mongòlia.

## Observacions
És inofensiu per als humans.